# Дјурдјошик
Дјурдјошик (слч. Ďurďošík) насељено је мјесто са административним статусом сеоске општине (слч. obec) у округу Кошице-околина, у Кошичком крају, Словачка Република.

## Становништво
| Година:    | 1994. | 2004.    | 2014.    | 2024.    |
| ---------- | ----- | -------- | -------- | -------- |
| Број људи: | 314   | 350      | 443      | 832      |
| Разлика:   |       | +11,46 % | +26,57 % | +87,81 % |

| Година:    | 2023. | 2024. |
| ---------- | ----- | ----- |
| Број људи: | 800   | 832   |
| Разлика:   |       | +4 %  |

Према подацима о броју становника из 2011. године насеље је имало 406 становника.